# Centro-Valle del Loira
Centro-Valle del Loira (en francés, Centre-Val de Loire) —antes, simplemente Centro (en francés, Centre) hasta el 17 de enero de 2015— es una de las trece regiones que, junto con los territorios de ultramar, conforman la República Francesa. Su capital es Orleans. Está ubicada en el centro del país, limitando al norte con Isla de Francia, al este con Borgoña-Franco Condado, al sureste con Auvernia-Ródano-Alpes, al sur con Nueva Aquitania, al oeste con Países del Loira y al noroeste con Normandía. Con 2 556 835 habitantes en 2012 es la segunda región menos poblada, solo por delante de Córcega, y con 65 hab/km², la tercera menos densamente poblada, únicamente por delante de Borgoña-Franco Condado y Córcega.
Se trata de una región marcada por su identidad rural, combinada sin embargo, con aglomeraciones urbanas de fuerte tradición industrial. Es la primera productora de cereales del país y la quinta región industrial de Francia. La reforma territorial de 2014 no afectó a la delimitación de la región, siendo una de las seis regiones metropolitanas que no cambiaron.

## Geografía
La región Centro-Valle del Loira limita, desde el 1 de enero de 2016, con las regiones de Auvernia-Ródano-Alpes, Borgoña-Franco Condado, Isla de Francia, Normandía, Países del Loira y Nueva Aquitania.
Consta de 6 departamentos, que se detallan a continuación:
- Cher (departamento) (18)
- Eure-et-Loir (28)
- Indre (36)
- Indre-et-Loire (37)
- Loir-et-Cher (41)
- Loiret (45)

La región forma parte del valle del Loira y entre su entorno natural se destaca el bosque de Orléans, uno de los mayores bosques de Francia.

## Historia
Desde un punto de vista histórico, el Centro comprende tres provincias: el Orléanais (Loiret, Eure-et-Loir, Loir-et-Cher), el Berry (Cher, Indre) y la Touraine (Indre y Loira).
Se trata de una región muy vinculada a la monarquía francesa,[cita requerida] desde que en el año 1418 la familia real se instaló en la Touraine. En consecuencia, los castillos de Amboise y de Blois pasaron a ser residencias reales bajo los reinados de Carlos VII, Luis XII y Francisco I. Este último, también, mandó construir otro castillo en la región, el castillo de Chambord, cuya construcción fue encomendada a Leonardo da Vinci.[cita requerida] Con la instalación de los diferentes reyes franceses en la región,[cita requerida] numerosos nobles también decidieron trasladarse a la zona. De esta manera, se construyó un gran número de castillos cerca de los ríos Loira, Cher e Indre. De entre todos ellos, algunas nobles castillos para destacar son los de Chenonceau y Azay-le-Rideau.

## Política
Desde las primeras elecciones regionales, celebradas en 1986, hasta 1998, los diferentes partidos de derechas ostentaron la mayoría en el Consejo Regional. Durante esta etapa, la presidencia del Consejo fue ejercida por Maurice Dousset, del partido Unión para la Democracia Francesa (UDF).
En 1998, la izquierda plural consigue la mayoría relativa en el Consejo Regional, con solo un diputado más que los partidos de derecha hasta entonces en el poder, la Agrupación para la República, la Democracia Liberal y la UDF. De esta situación nace una alianza efímera entre la derecha y el partido ultraderechista Frente Nacional. Bernard Harang es elegido presidente del Consejo Regional, pero tendrá que dimitir días después como consecuencia de la presión de los diferentes aparatos políticos nacionales y de las numerosas manifestaciones que se produjeron en las diferentes ciudades de la región, especialmente en la capital Orleans.
Finalmente, roto ya este pacto entre los partidos de derecha y el Frente Nacional, la cabeza de la lista de izquierda, el socialista Michel Sapin, alcalde de Argenton-sur-Creuse (Indre), es elegido presidente del Consejo Regional. Michel Sapin ocupará este cargo hasta abril del año 2000, cuando es nombrado ministro de la Función Pública. Lo sustituirá el también socialista Alain Rafesthain, que será presidente de la región hasta las elecciones de 2004.
En 2004, la coalición formada por el Partido Socialista Francés, el Partido Comunista Francés, Los Verdes, el Partido Radical de Izquierda y el Movimiento Republicano y Ciudadano, y que se encuentra encabezada nuevamente por Michel Sapin obtiene la mayoría absoluta en el Consejo Regional. Michel Sapin se convierte de nuevo en presidente del Consejo Regional de la región Centro.
Desde 2007 el presidente del Consejo Regional es el socialista François Bonneau.

## Demografía
El Centro es la decimotercera región más poblada de Francia metropolitana. El censo parcial de 2004 indica que la región ha ganado 42 000 habitantes respecto del censo del año 1999.
La tasa de crecimiento durante la década de los 90 se mantuvo estable en torno al 0,32 %, lo cual muestra un crecimiento inferior a la media nacional que se situó, durante este periodo, en torno al 0,37 %.
Las tres principales áreas urbanas (Tours, Orleans y Bourges) concentran un tercio de la población regional, que es mayoritariamente rural. En 1999, Tours era la vigésima área urbana más poblada de Francia con 376 377 habitantes y un crecimiento del 0,69 % durante el periodo 1990-1999. El área de Orleans, también en 1999, último año en que tuvo lugar el censo en Francia, era la vigésimasegunda con 355 811 habitantes y un crecimiento del 0,86 %.
Las áreas más pobladas son las situadas a la orilla del río Loira, y en los municipios más en el norte, cerca del límite con la región de Isla de Francia. Las principales ciudades de la región están situadas a la orilla del Loira. Este es el caso de la capital regional, Orleans, de Tours y de Blois. Ahora bien, actualmente el área más próxima a la región metropolitana de París experimenta un fuerte crecimiento debido a esta proximidad.

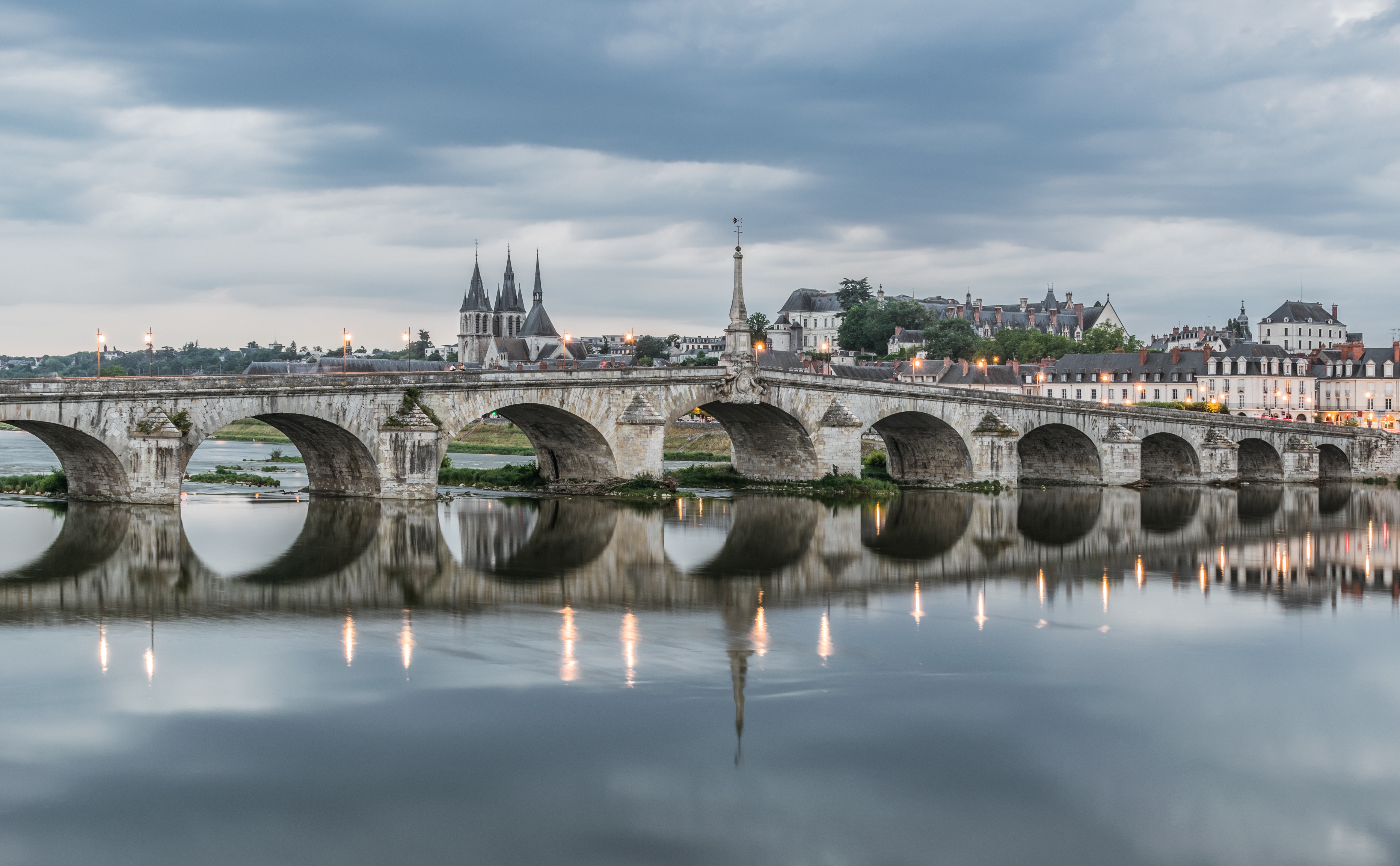
Blois
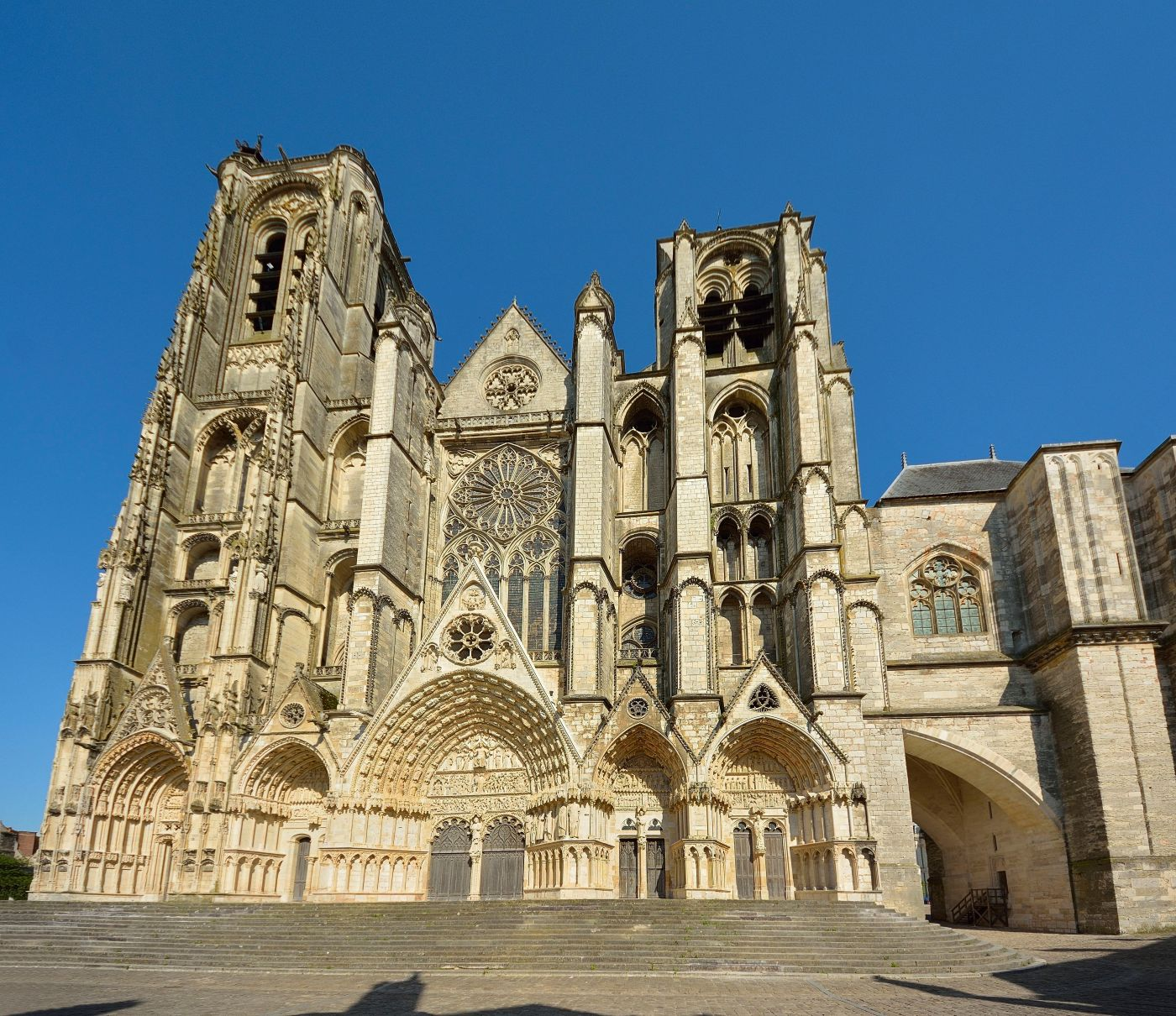
Bourges
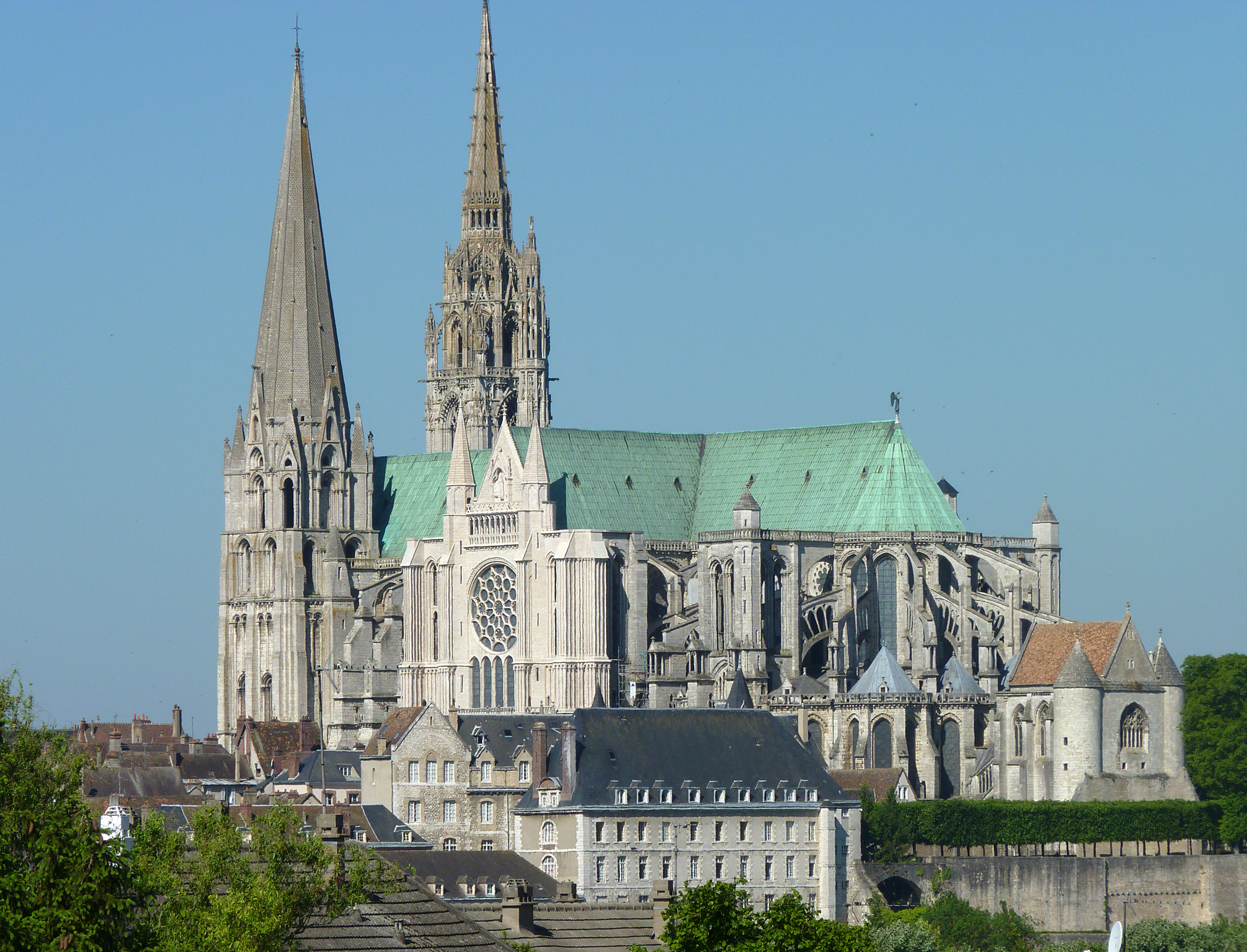
Chartres
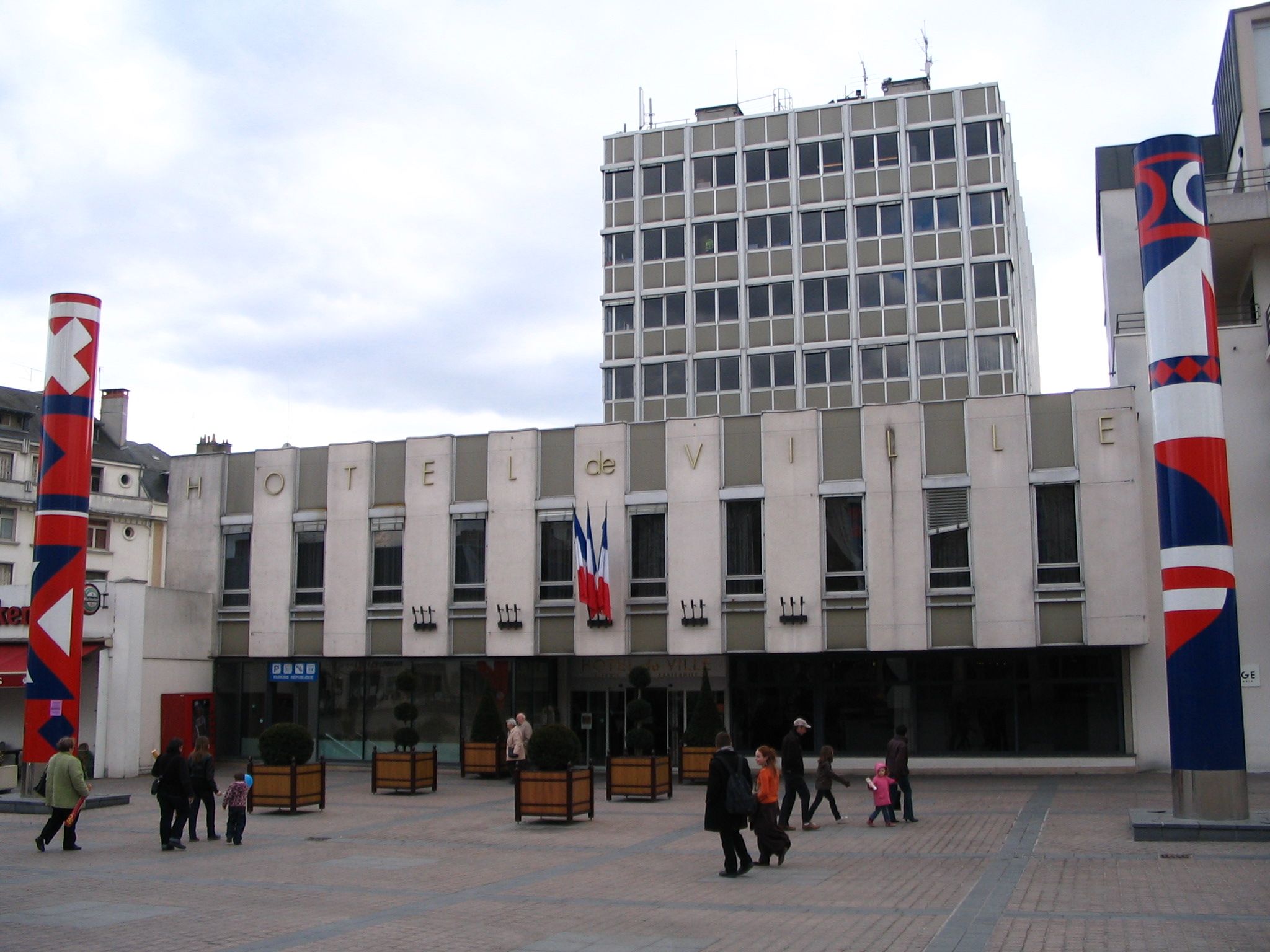
Châteauroux
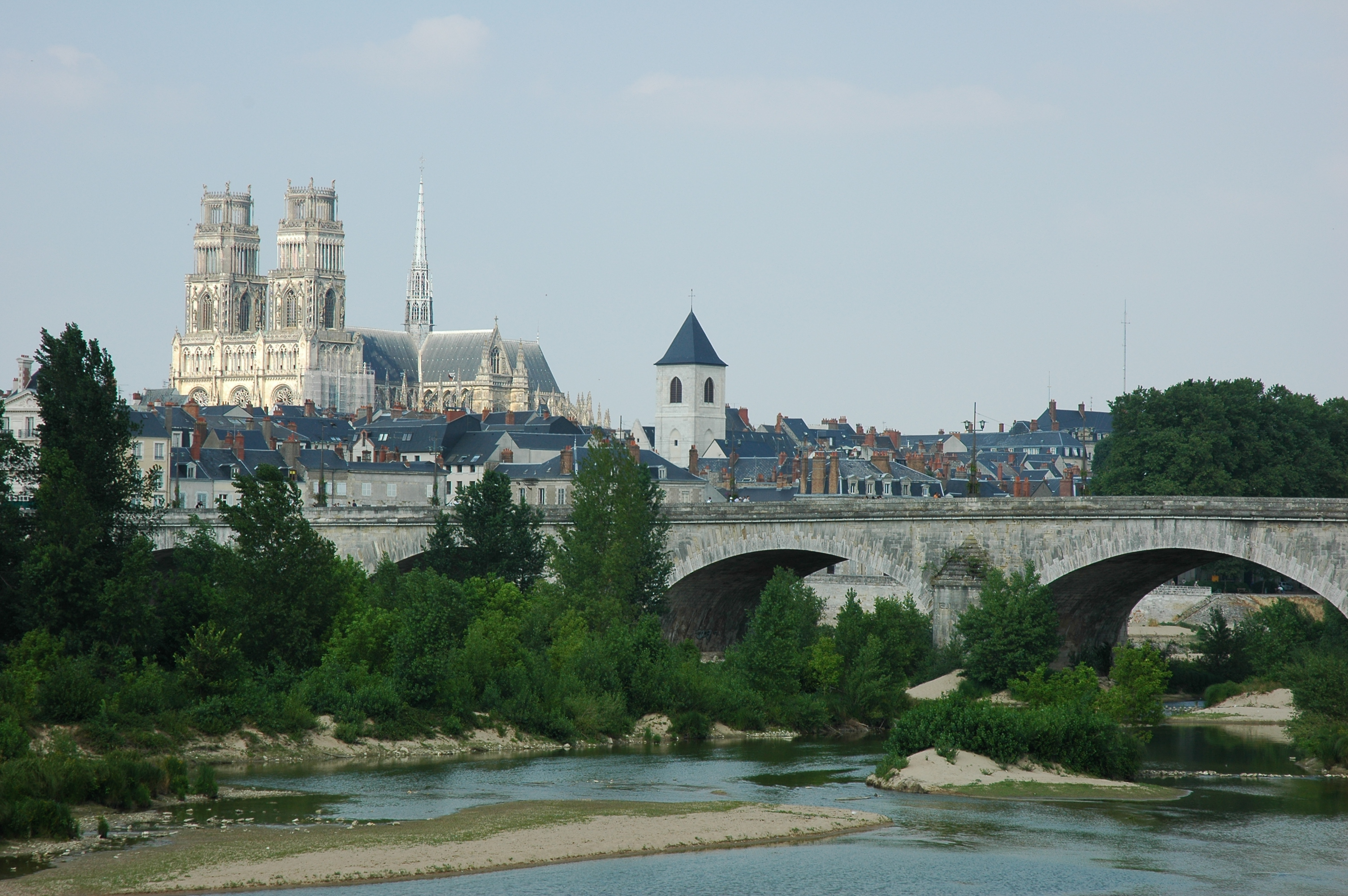
Orléans
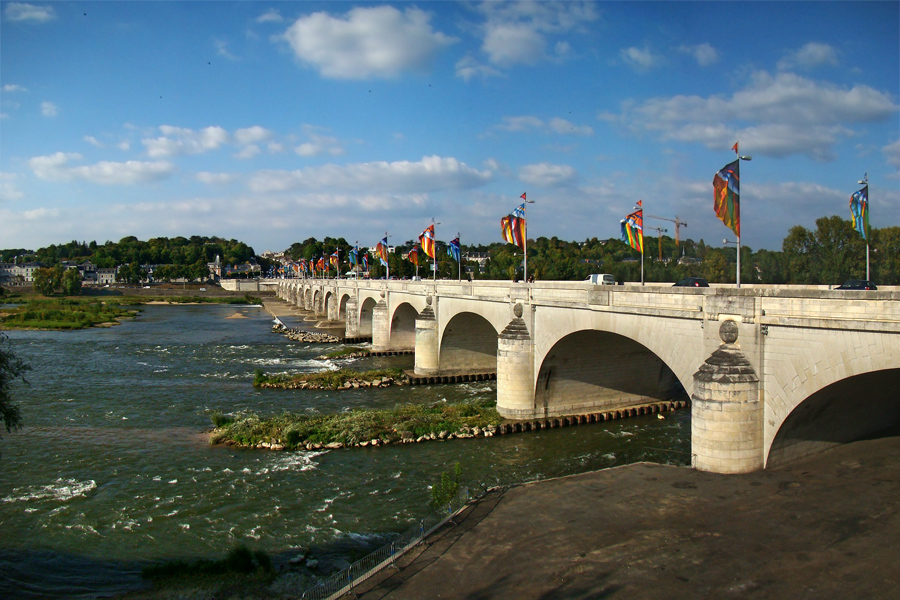
Tours

## Economía

Castillo de Chambord

Centro-Valle del Loira es la primera región de la Unión Europea con respecto a la producción de cereales. También tienen gran importancia los cultivos de remolacha azucarera, colza y girasol.
Región de gran tradición agrícola, la descentralización industrial de los años 1950 permitió el surgimiento de sectores industriales modernos, como el sector farmacéutico. Este fenómeno benefició sobre todo a los dos departamentos más próximos a París (Eure y Loir, y Loiret), que vieron doblar su población activa industrial entre 1954 y 1974.
Actualmente, Centro-Valle del Loira también destaca en ser la segunda región francesa en producción de energía, debido a las cuatro centrales nucleares situadas en la orilla del río Loira.
Asimismo, el sector terciario está bastante presente en las dos grandes ciudades de la región, Orleans y Tours. En Orleans destaca el sector de la banca y de los seguros, así como el de la investigación científica. En cambio, en la ciudad de Tours predominan los sectores de la sanidad y de la educación universitaria, a la vez que es el primer centro hotelero de la región. El turismo cultural ha conocido una fuerte expansión debido al gran número de castillos que se encuentran en la región, especialmente en las zonas más próximas al río Loira, y que han hecho que esta región sea también conocida como la de los castillos del Loira.

## Deporte
La región del Centro cuenta con equipos profesionales de fútbol (Tours FC, LB Châteauroux y US Orleans) y baloncesto (Orléans Loiret Basket). La carrera de ciclismo de ruta París-Tours se realiza desde 1896 y forma parte del UCI Europe Tour. El Challenger de Orléans de tenis masculino se juega desde 2005.